# Lesse (rivière)
Pour les articles homonymes, voir Lesse.
La Lesse est une rivière ardennaise de Belgique. Après un parcours sinueux (parfois en souterrain) de 89 kilomètres, la rivière se jette dans la Meuse (en rive droite) à Anseremme, un peu au sud de Dinant.   

## Géographie

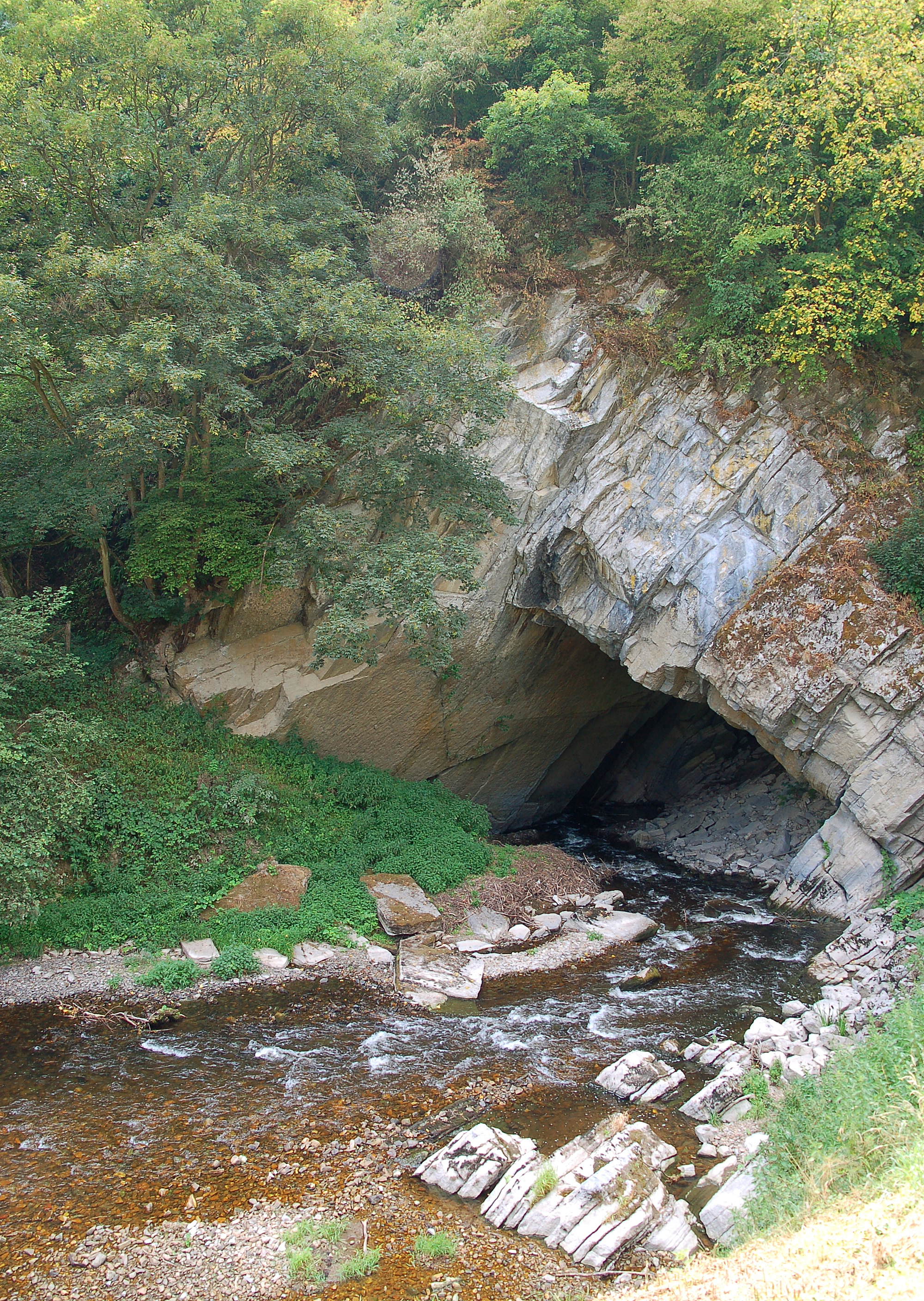
La Lesse au gouffre de Belvaux.

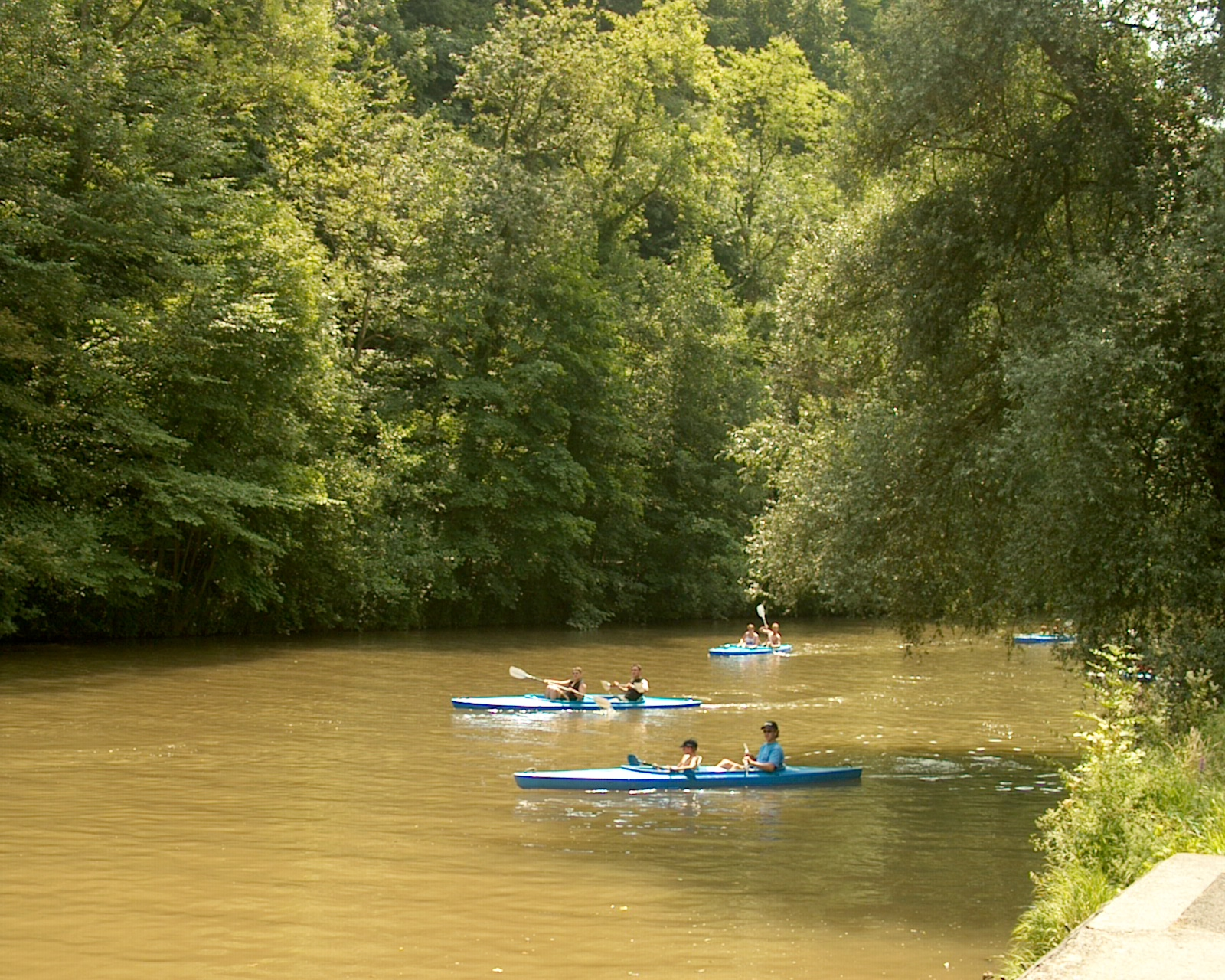
Kayaks sur la Lesse.

La longueur de son cours est de 89 km. Sa source se trouve à Ochamps, dans la commune de Libin, à l’ouest de Libramont, en province de Luxembourg. La Lesse coule globalement en direction du nord-ouest. 
Pénétrant dans la région calcaire de Calestienne près de Han-sur-Lesse (commune de Rochefort), la rivière s'engouffre sous terre au gouffre de Belvaux et creuse les grottes de Han. Le parcours de la Lesse depuis sa source jusqu'au gouffre de Belvaux correspond à la Haute-Lesse.
Plusieurs grottes bordant la rivière sont des sites archéologiques importants - dont le Trou de Chaleux (au cirque de Chaleux et ses aiguilles), et le Trou des Nutons et le Trou du Frontal à Furfooz. La rivière se jette dans la Meuse au village d'Anseremme, dans la commune de Dinant. Les villages les plus connus le long de la Lesse sont Daverdisse, Han-sur-Lesse, Houyet et Anseremme.

## Affluents
De l'amont vers l'aval, les principaux affluents de la Lesse sont :
- l'Our en rive gauche, confluent près de Redu ;
- l'Almache en rive gauche, confluent à Daverdisse ;
- la Lomme en rive droite, confluent à Éprave ;
- la Wimbe en rive gauche, confluent à Villers-sur-Lesse ;
- le Vachaux en rive droite, confluent à Ciergnon ;
- le Biran en rive gauche, confluent à Wanlin ;
- l'Hileau en rive gauche, confluent à Houyet ;
- l'Iwoigne en rive droite, confluent près de Houyet ;
- la Mirande en rive droite, confluent près de Gendron-Celles ;
- le Ry de Vesse, en rive gauche, confluent près de Hulsonniaux.

## Étymologie
770-779 Liceam, Licia, Xe siècle Letia.
(Eau coulant sur une) pierre plate (celtique *lecia, gaulois licca, irlandais lecc, gallois leech « pierre »).

## Hydrologie
Le débit moyen observé à Anseremme entre 1995 et 2004 est de 19,0 m3/s, avec un maximum moyen de 26,1 m3/s en 1995, et un minimum moyen de 10,8 m3/s en 1996. 
Toujours à Anseremme, de 1992 à 2001, sur une période de 10 ans, on a calculé :
- un DCC moyen de 90,7 m3/s, avec un maximum de 143,9 m3/s pour l'année 1993 et un minimum de 44,4 m3/s pour 1997 ;
- un DCE moyen de 2,0 m3/s, avec un DCE minimal de 1,4 m3/s en 1996.

Le débit caractéristique de crue (DCC) est le débit journalier dépassé 10 jours par an, et donc non atteint les 355 jours restants. Le DCC est une valeur représentative des hautes eaux en hydrologie. Mais ce n'est pas la valeur extrême.
Le débit caractéristique d’étiage (DCE) est le débit journalier dépassé 355 jours par an, c'est-à-dire le débit non atteint 10 jours par an. Ce DCE est une valeur statistique très utilisée en hydrologie pour apprécier l’importance des étiages d’un cours d’eau.
Source : Ministère de la Région Wallonne.
La lame d'eau écoulée dans le bassin se monte à 446 millimètres, ce qui peut être considéré comme moyennement élevé. Le débit spécifique (Qsp) de la rivière est donc de 14,14 litres par seconde et par kilomètre carré de bassin.

## Le bassin de la Lesse
Le bassin de la Lesse, d'une superficie de 134 338 hectares (1 343,4 km2) héberge pas moins de 1 920 kilomètres de rivières. Avec une population de 62 500 personnes seulement, il est le moins densément peuplé de tous les sous-bassins wallons.

## Communes traversées

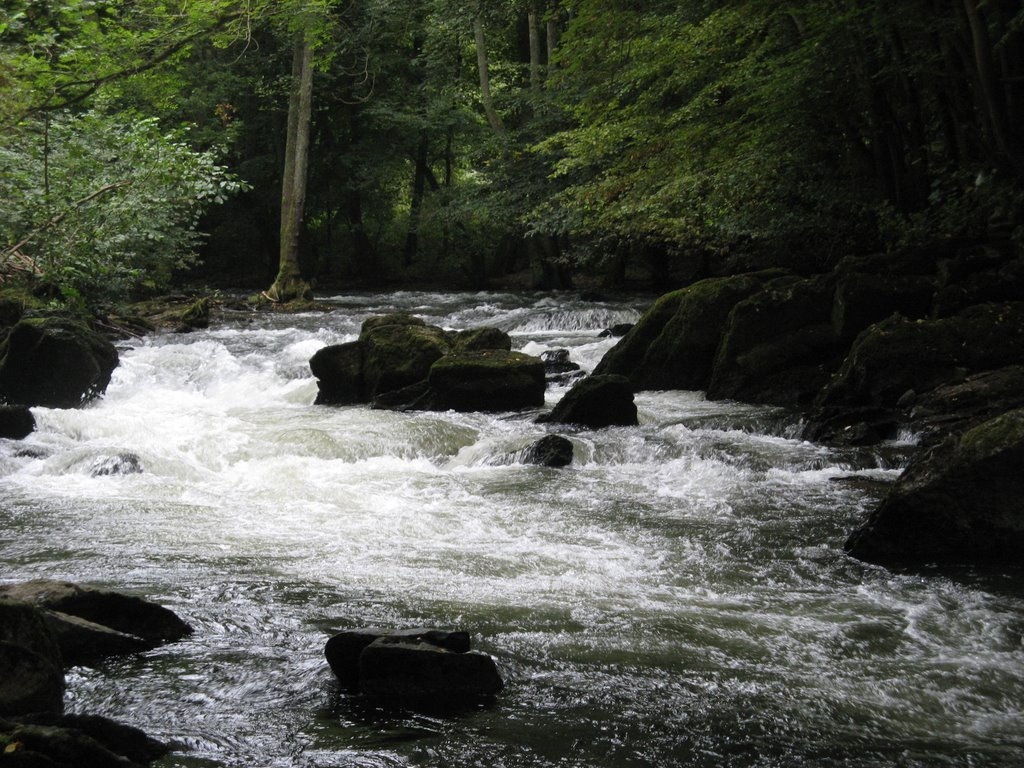
La Haute Lesse.

Le cours d'eau traverse six communes dans la province de Luxembourg (Daverdisse, Libin, Libramont-Chevigny, Paliseul, Tellin, Wellin) et trois dans celle de Namur (Dinant, Houyet, Rochefort).

## Descente de la Lesse
Il est possible de descendre la Lesse en kayak ou en canoë de Houyet ou de Gendron, à Anseremme. La longue descente depuis Houyet fait 21 km, la petite descente de la Lesse depuis Gendron, 12 km. En cas de débit d'eau insuffisant la descente peut être limitée au petit parcours de 12 km, ou même fermée totalement.
Houyet et Gendron sont accessibles par train (ligne 161, de Dinant à Bertrix) depuis Anseremme et par autobus. Les TEC assurent des liaisons régulières depuis le bas de la descente directement jusqu'aux départs de Houyet et Gendron, permettant ainsi aux personnes intéressées par la descente de la Lesse de laisser leur voiture en bas et de la récupérer en fin de journée.
Depuis 1981, le dernier week-end du mois d'août, le club d'athlétisme régional, l'ARCH, organise une course à pied. Baptisée également Descente de la Lesse, deux distances sont proposées comme pour le kayak, soit de Houyet ou de Gendron, les arrivées étant jugées à Dinant en bord de Meuse.

## Le Contrat de Rivière Lesse
Le Contrat de Rivière Lesse (CR Lesse), géré par l'ASBL Contrat de Rivière Lesse, est un outil régional d'application de la Directive européenne cadre sur l'Eau et fait partie des 14 contrats de rivière de Wallonie. Le contrat de rivière Lesse est financé par 19 communes, la Province de Namur et par le Service Public de Wallonie.
Le Contrat de Rivière centré sur le bassin de la Lesse a pour objectif d'atteindre un bon état écologique et chimique des eaux de surface et souterraines sur le sous-bassin hydrographique de la Lesse par son approche concertée avec l'ensemble des acteurs de l'eau. Son action est déterminée par un inventaire de terrain des cours d'eau et une concertation avec l'ensemble des partenaires privés et publics. La sensibilisation des citoyens est également une mission importante par sa communication sur son site Internet et les réseaux sociaux. Le CR Lesse met également à la disposition du projet européen Interreg DIADeM (diagnostic de la qualité des eaux du bassin de la Meuse) un réseau de partenaires locaux, une connaissance de terrain du bassin de la Lesse et les moyens de communication du CR Lesse.
Les services de l'ASBL Contrat de Rivière Lesse (CR Lesse) parcourent régulièrement les cours d’eau afin de dresser un inventaire de l’état du sous-bassin hydrographique de la Sambre (relevé des déchets, rejets d'eaux usées, érosion des berges, plantes invasives, protection du patrimoine fluvial, etc.). Sur base de cet inventaire de terrain, est élaboré et mis en œuvre un Programme triennal d’Actions, en collaboration avec plus de soixante partenaires (communes, provinces et région wallonne, pêcheurs, agriculteurs, secteurs touristiques, riverains, organismes d’assainissement, entreprises), en vue de résoudre les problèmes relevés.